# Gael Hamke Bugt
Gael Hamke Bugt är en vik i Grönland (Kungariket Danmark). Den ligger i den östra delen av Grönland, 1 600 km nordost om huvudstaden Nuuk.